# 28e division d'infanterie (Empire allemand)
Pour les articles homonymes, voir 28e division d'infanterie.
La 28e division d'infanterie est une unité de l'armée allemande recrutée dans le grand duché de Bade qui combat lors de la Première Guerre mondiale. Au déclenchement du conflit, elle forme avec la 29e division d'infanterie le 14e corps d'armée et combat en Alsace vers Mulhouse. À la fin du mois d'août 1914, la division est transférée en Lorraine ; elle participe ensuite aux combats lors de la course à la mer et occupe une portion de front comprenant Notre Dame de Lorette. En 1915, la division est engagée dans la bataille de l'Artois puis est ensuite transférée en Champagne.
En 1916, la 28e division participe à la bataille de la Somme. Au cours de l'année 1917, la division combat à Verdun et à Cambrai. En 1918, la division est engagée dans la bataille de l'Aisne puis combat en Champagne avant de participer aux combats défensifs de la fin de l'été et de l'automne. Après la fin de la guerre, la division est transférée en Allemagne où elle est dissoute au cours de l'année 1919.

## Première Guerre mondiale

### Composition

#### Temps de paix, début 1914
- 55e brigade d'infanterie (Karlsruhe)

109e régiment de grenadiers (de) (Karlsruhe)
110e régiment de grenadiers (de) (Mannheim), (Heidelberg)
- 56e brigade d'infanterie (Rastatt)

40e régiment de fusiliers (Rastatt)
111e régiment d'infanterie (Rastatt)
- 28e brigade de cavalerie (Karlsruhe)

20e régiment de dragons (de) (Karlsruhe)
21e régiment de dragons (Bruchsal), (Schwetzingen)
- 28e brigade d'artillerie de campagne (Karlsruhe)

14e régiment d'artillerie de campagne
50e régiment d'artillerie de campagne

#### Composition à la mobilisation - 1916
- 55e brigade d'infanterie

109e régiment d'infanterie
110e régiment de grenadiers
- 56e brigade d'infanterie

40e régiment de fusiliers
111e régiment d'infanterie
- 28e brigade d'artillerie de campagne

14e régiment d'artillerie de campagne
50e régiment d'artillerie de campagne
- 5e régiment de chasseurs à cheval
- 1re compagnie du 14e bataillon de pionniers

#### 1917
- 56e brigade d'infanterie

40e régiment de fusiliers
109e régiment d'infanterie
110e régiment de grenadiers
- 28e commandement d'artillerie divisionnaire

14e régiment d'artillerie de campagne

#### 1918
- 55e brigade d'infanterie

40e régiment de fusiliers
109e régiment d'infanterie
110e régiment de grenadiers
- 28e commandement d'artillerie divisionnaire

14e régiment d'artillerie de campagne
55e bataillon d'artillerie à pied

### Historique
Au déclenchement du conflit, la 28e division d'infanterie forme avec la 29e division d'infanterie le 14e corps d'armée.

#### 1914
- 1er - 10 août : concentration en Alsace, repli organisé au nord d'Altkirch ; engagée dans la bataille de Muhlouse à partir du 7 août.
- 11 - 19 août : contre-attaque allemande qui repousse les troupes françaises sur leurs positions de départ.
- 19 - 22 août : retrait du front ; transport par V.F. de Müllheim à La Petite-Pierre. Engagée le 20 août dans la bataille de Morhange.
- 22 août - 13 septembre : engagée dans la bataille de la trouée de Charmes. franchissement de la Mortagne en début du mois de septembre, engagée dans la bataille du Grand-Couronné, repli de la division à partir du 11 septembre.
- 14 septembre - 4 octobre : mouvement de rocade, occupation d'un secteur du front à l'ouest de Pont-à-Mousson ; actions locales entre le 20 et le 29 septembre.
- 4 - 9 octobre : retrait du front, transport par V.F. jusqu'à Mons, puis mouvement vers La Bassée et Ablain-Saint-Nazaire, engagée dans la bataille d'Arras.
- 10 octobre 1914 - 13 juin 1915 : occupation et organisation du plateau de Notre-Dame de Lorette, les pertes de la division durant l'hiver sont importantes[n 1].

9 - 15 mai : engagée dans la bataille de l'Artois dans le secteur de Carency, les ouvrages blancs, la division enregistre des pertes très élevées.
15 - 25 mai : retrait du front, repos et réorganisation dans la région de Lens, Pont-à-Vendin.
25 mai - 13 juin : à nouveau engagée dans la bataille de l'Artois vers Ablain-Saint-Nazaire et le plateau de Notre Dame de Lorette, les pertes sont élevées.

#### 1915
- 14 juin 1915 - 16 juillet 1916 : retrait du front, mouvement par V.F. en Champagne au nord-est de Reims. Occupation d'un secteur entre Bétheny et la route reliant Sillery à Beine-Nauroy ; actions locales et pertes faibles durant cette période.

25 septembre - 9 octobre : un bataillon du 109e régiment du grenadiers et un bataillon du 110e régiment de grenadiers sont envoyés en renfort dans le secteur de Sommepy-Tahure lors de la bataille de Champagne.
19 - 20 octobre : attaque aux gaz de la division sur le secteur Fort de la Pompelle - Prosnes sans résultats.
10 novembre - 1er décembre : retrait du front.
1er décembre 1915 - 28 avril 1916 : occupation d'un secteur vers Tahure, butte du Mesnil.
28 avril - 5 mai : retrait du front, repos dans la région de Vouziers.
6 mai - 10 juillet : occupation d'un secteur vers Maison de Champagne.

#### 1916
- 10 - 15 juillet : transfert échelonné par V.F. de la division par Charleville, Hirson et Saint-Quentin pour atteindre Biaches.
- 16 juillet - 4 octobre : engagée dans la bataille de la Somme, la division occupe et organise un secteur compris entre Barleux et la Somme. Fortes pertes, compensées en partie par l'arrivée des classes 1915 et 1916.
- 5 - 20 octobre : retrait du front, mouvement vers la Champagne et occupation d'un secteur à l'est de Tahure.
- 20 octobre - début décembre : retrait du front, repos.
- début décembre 1916 - 31 janvier 1917 : en ligne dans le même secteur.

#### 1917
- 31 janvier - 15 septembre : retrait du front, mouvement vers la région de Verdun dans le secteur du bois des Caurières. Engagée à partir du 20 août dans la bataille de Verdun.
- 16 septembre - 20 octobre : retrait du front, transport par V.F. en Alsace. Occupation d'un secteur au nord-ouest de Altkirch.
- 20 octobre - 21 novembre : retrait du front, transport par V.F. dans la région de Laon.
- 21 novembre - 5 décembre : mouvement vers la région de Cambrai. Engagée dans la bataille de Cambrai, combats vers Gonnelieu.
- 5 décembre 1917 - 20 janvier 1918 : retrait du front ; repos dans les Ardennes, mise en réserve de l'OHL.

#### 1918
- 20 janvier - 13 mai : mouvement vers la Champagne, la division occupe un secteur vers le Mont Cornillet, puis vers la Butte du Mesnil.
- 13 - 23 mai : retrait du front ; repos dans la région de Vouziers.
- 23 - 31 mai : mouvement vers Montcornet et puis transport par V.F. vers Laon.
- 31 mai - 8 juin : engagée dans la bataille de l'Aisne entre Troësnes et le château de Maucreux à Faverolles.
- 8 - 13 juin : relevée par la 10e division de réserve[3] ; repos.
- 13 juin - 1er juillet : à nouveau en ligne, relève de la 50e division d'infanterie dans le secteur de Verneuil[3].
- 1er - 24 juillet : repli de la division au nord de la Marne ; mise en réserve de l'OHL, mouvement pour renforcer le front vers Chaumuzy le 24 juillet engagée dans la bataille de la Marne, (bataille du Soissonnais).
- 24 juillet - 26 août : repli progressif des positions pour se maintenir sur le long de la Vesle.
- 26 août - 14 septembre : retrait du front ; repos dans la région de Dommary-Baroncourt.
- 14 septembre - 19 octobre : mouvement par étapes par Amermont, Gondrecourt-Aix, Rouvres-en-Woëvre et Étain[4] pour relever la 8e division de Landwehr et occuper un secteur du front entre Grimaucourt-en-Woëvre et Herméville-en-Woëvre[4].
- 19 - 22 octobre : retrait du front, transport par V.F. de Conflans via Arlon vers les Flandres.
- 22 octobre - 11 novembre : en ligne à partir du 1er novembre dans la région de Maresches, le 4 novembre combat à Sebourg, à Roisin le 6 novembre et à Dour le 9 novembre. Après la fin de la guerre, la division est transférée en Allemagne où elle est dissoute au cours de l'année 1919.

## Chefs de corps
| Grade                        | Nom                               | Date                               |
| ---------------------------- | --------------------------------- | ---------------------------------- |
| Generalleutnant              | Gustav von Pritzelwitz            | 1er juillet 1871 - 6 décembre 1875 |
| Generalmajor/Generalleutnant | Karl Georg Gustav von Willisen    | 7 décembre 1875 - 22 novembre 1882 |
| Generalleutnant              | Oskar von Meerscheidt-Hüllessem   | 23 novembre 1882 - 14 mai 1886     |
| Generalmajor/Generalleutnant | Alfred von Keßler (de)            | 15 mai 1886 - 23 mars 1890         |
| Generalleutnant              | Emil Weinberger                   | 24 mars 1890 - 22 février 1892     |
| Generalleutnant              | Wilhelm von Rößing                | 23 février 1892 - 10 août 1895     |
| Generalleutnant              | Otto von Grone                    | 11 août 1895 - 28 novembre 1898    |
| Generalleutnant              | Wilhelm von Oertzen (de)          | 29 novembre 1898 - 19 mai 1900     |
| Generalmajor                 | Emil von Lessel (de)              | 20 mai - 8 juillet 1900            |
| Generalleutnant              | Paul von Hindenburg               | 9 juillet 1900 - 26 janvier 1903   |
| Generalleutnant              | Curt von Pfuel                    | 27 janvier 1903 - 9 avril 1906     |
| Generalleutnant              | Max von Fabeck                    | 10 avril 1906 - 26 janvier 1910    |
| Generalleutnant              | Georg von Krosigk (de)            | 27 janvier 1910 - 1er avril 1912   |
| Generalleutnant              | Hans Gustav von der Goltz         | 2 avril 1912 - 28 février 1914     |
| Generalleutnant              | Kurt von Kehler                   | 1er mars 1914 - 10 janvier 1915    |
| Generalmajor                 | Franz von Trotta gen. von Treyden | 11 janvier 1915 - 7 juillet 1916   |
| Generalleutnant              | Hermann Heidborn                  | 8 juillet - 19 août 1916           |
| Generalleutnant              | Felix Langer                      | 20 août 1916 - 18 février 1918     |
| Generalleutnant              | Hans von Wolff                    | 18 - 28 février 1918               |
| Generalmajor                 | Kurt von Buchau (de)              | 28 février - 29 mai 1918           |
| Generalmajor                 | Otto von Arnim                    | 30 mai - 3 juin 1918               |
| Generalmajor                 | Emil Hell (de)                    | 3 juin - 7 septembre 1918          |
| Generalmajor                 | Rudolf von der Osten              | 7 septembre 1918 - 25 mars 1919    |
| Generalmajor                 | Otto von Deimling                 | 26 mars - 30 septembre 1919        |